# Cross Purpose
Cross Purpose è il settimo e ultimo album in studio del gruppo musicale britannico Spooky Tooth, pubblicato nel 1999, a distanza di venticinque anni dal precedente.

## Tracce
1. That Was Only Yesterday (Gary Wright) – 4:30
2. Tears (Behind My Eyes) (Reed) – 5:02
3. Throw Me a Line (Dolan, Luther Grosvenor) –  3:15
4. It's You Girl (Message to Deborah) (Greg Ridley) – 3:30
5. Love Is Real (Mike Harrison) – 5:51
6. Sunshine (Karl Wallinger) – 4:31
7. How (Mike Kellie) – 4:48
8. Send Me Some Lovin' (Marascalco, Price) – 2:35
9. I Can't Believe (Traditional) – 4:12
10. Kiss It Better (Grosvenor, Harrison, Kellie) – 4:22

## Formazione
Spooky Tooth
- Mike Harrison – voce, tastiera
- Luther Grosvenor – chitarra
- Greg Ridley – basso
- Mike Kellie – batteria

Altri musicisti
- Dave Moore – tastiera
- Matthias Bätzel – tastiera
- Mark Feltham – armonica